# Pomona (Kansas)
Pomona – miasto położone w Hrabstwie Franklin, w Stanach Zjednoczonych.